# Frode Øverli
Frode Øverli (né le 15 août 1968 à Bergen) est un auteur de bande dessinée norvégien extrêmement populaire en Scandinavie pour ses créations humoristiques, en particulier Pondus (en), comic strip qu'il anime depuis 1995. Il n'a pas été traduit en français.

## Publications en français
- Pondus, Odin, 2 vol., 2005-6.

## Prix
- 1998 : Prix Sproing pour Pondus et Alt for Norge
- 2003 : Prix Sproing pour Pondus et Julespesial
- 2006 :  Prix Adamson international pour l'ensemble de son œuvre